# P. G. 우드하우스

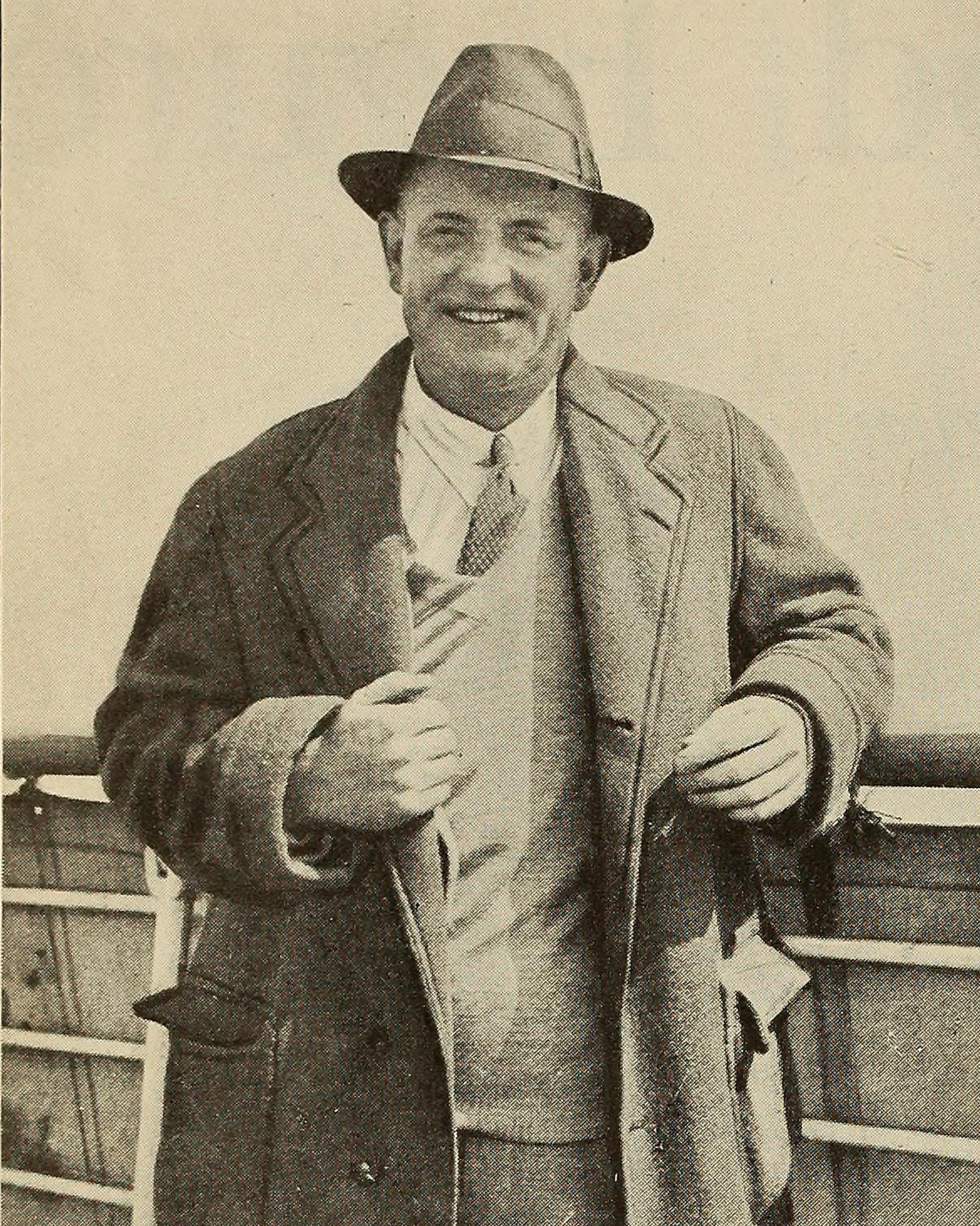
1930년 당시 만 48세의 P. G. 우드하우스의 모습.

펠럼 그렌빌 우드하우스 경(Sir Pelham Grenville Wodehouse, /ˈwʊdhaʊs/, KBE, 1881년 10월 15일 ~ 1975년 2월 14일), 줄여서 P. G. 우드하우스(P. G. Wodehouse)는 영국의 작가로, 20세기에 가장 널리 읽힌 책들을 집필한 유머 작가이다.
우드하우스는 영국 길퍼드에서 홍콩에 거주하던 영국의 치안판사의 셋째 아들로 태어났고, 덜위치 칼리지(Dulwich College)에서 십대 시절을 보냈다. 학교를 그만두고 은행에 취직했지만, 우드하우스는 일을 싫어하고 여가 활동으로 글쓰기를 시작하다가, 이후 글쓰기에 전념하게 되었다. 그는 초기에 학교에 관한 이야기들만 썼지만, 이후 만화 소설을 쓰기 시작했다. 비록 우드하우스는 거의 평생을 미국에서 살아왔고, 일부 소설들은 미국을 배경으로 했지만, 대부분은 그의 고향인 영국을 배경으로 하고 있다. 그는 제1차 세계대전 동안, 미국에서 가이 볼튼과 제롬 컨과 함께 브로드웨이 연극 코미디 시리즈를 제작했고, 이는 미국의 연극 발전에 중요한 역할을 했다. 1930년부터는 메트로 골드윈 메이어에서 글을 쓰기 시작했으며, 1931년에는 스튜디오의 무능과 사치스러움에 대해 폭로하여 대중의 분노를 일으켰다. 이후 10년간, 그의 문학 경력을 정점을 찍었다.
1934년에 미국에서 세금 문제로 프랑스로 떠났는데, 1940년에 제2차 세계대전으로 르 뚜께-빠히-쁠라쥬에서 독일군에게 포로로 잡혀 거의 1년 동안 억류되었다. 포로에서 벗어난 뒤, 베를린에서 독일 라디오를 통해 전쟁에 아직 참전하지 않은 미국에 대해 6번의 방송을 진행했다. 독일의 라디오를 이용한 우드하우스의 방송은 영국에서 큰 논쟁이 되었고, 영국으로부터 기소 위협을 받았다. 그는 영국으로 돌아가지 않았고, 1947년에 미국으로 떠나 평생 그곳에서 살았다. 1955년에는 영국계 미국인으로 이중 국적을 취득하였으며, 1975년에 93세의 나이로 미국 뉴욕주 사우스햄턴에서 세상을 떠났다.
우드하우스는 1902년부터 1974년까지 90권 이상의 책을 집필하고, 40개의 연극을 제작했으며, 200개의 단편 소설 등의 기타 저작물을 출판하면서 광범위한 분야에서 활동하는 작가로 여겨졌다. 때때로 그는 2개의 책을 동시에 준비하기도 했다. 그는 줄거리를 만들고, 시나리오를 작업한 후, 이야기를 써내려갔다. 경력 초기에 우드하우스는 1권에 3개월 정도가 걸렸지만, 노년에는 6개월로 느려졌다. 그는 에드워드 시대의 속어, 많은 시인의 인용문, 여러 문학적 기법을 혼용하여 그의 특별한 산문체를 만들어냈다. 우드하우스의 작품을 일부 비평가들은 경솔하다고 여겼지만, 많은 영국 총리와 그의 동료 작가들이 그의 작품을 즐겨 읽었다.